# سوپرجام فوتبال ایتالیا ۲۰۰۰
سوپر جام فوتبال ایتالیا ۲۰۰۰ (انگلیسی: 2000 Supercoppa Italiana) سیزدهمین دورهٔ مسابقهٔ سوپر جام فوتبال ایتالیا بود که بین قهرمان سری آ و نایب قهرمان جام حذفی فوتبال ایتالیا برگزار شد. با توجه به قهرمانی لاتزیو در هر دو مسابقات سری آ و جام حذفی، اینتر میلان به عنوان نایب قهرمان جام حذفی، در سوپر جام ایتالیا حضور داشت.
این دیدار در تاریخ ۸ سپتامبر ۲۰۰۰ برگزار شد و لاتزیو به مقام قهرمانی دست یافت.

## تیم‌ها
- لاتزیو: قهرمان سری آ فصل ۲۰۰۰-۱۹۹۹
- اینتر میلان: نایب قهرمان جام حذفی ایتالیا فصل ۲۰۰۰-۱۹۹۹